# Tardos Gábor
Tardos Gábor (Budapest, 1964. július 11. –) magyar matematikus, a Magyar Tudományos Akadémia rendes tagja. Univerzális algebrával, kombinatorikával, kombinatorikus geometriával, számítógéptudománnyal foglalkozik.

## Matematikai eredményei
- Fontos részeredményeket ért el Hanna Neumann sejtésével kapcsolatban: egy szabad csoport n+1 rangú és egy m+1 rangú részcsoportjának metszete legfeljebb nm+1 rangú.
- Topológiai módszerekkel igazolta, hogy ha {\displaystyle {\mathcal {H}}} olyan véges halmazrendszer, amelynek minden eleme két adott egyenesen levő intervallum egyesítése, akkor {\displaystyle \tau ({\mathcal {H}})\leq 2\nu ({\mathcal {H}})} teljesül, ahol {\displaystyle \tau ({\mathcal {H}})} a {\displaystyle {\mathcal {H}}} összes elemét metsző minimális halmaz elemszáma, {\displaystyle \nu ({\mathcal {H}})} pedig {\displaystyle {\mathcal {H}}} legnagyobb diszjunkt részrendszerének elemszáma.
- Tanítványával, Adam Marcusszal igazolta a Füredi–Hajnal-sejtést (és ezzel a Stanley–Wilf-sejtést).

## Életrajza
- ELTE matematikus szak (1982–1987)
- Doktori (Ph.D.) fokozat matematikából, ELTE (1988)
- A Rényi Alfréd Matematikai Kutatóintézet kutatója (1990–2005)
- Széchenyi Professzori Ösztöndíj (1999–2002)
- Az MTA doktora (2005)
- A kanadai Simon Fraser Egyetem professzora (2005)
- A Magyar Tudományos Akadémia levelező (2019), majd rendes (2025) tagja

## Elismerései
- Az Európai Matematikai Társulat Díja (1992)
- Rényi-díj (1999)
- Erdős Pál-díj (2000)
- Gödel-díj (2020)